# Pal·ladi (estàtua)

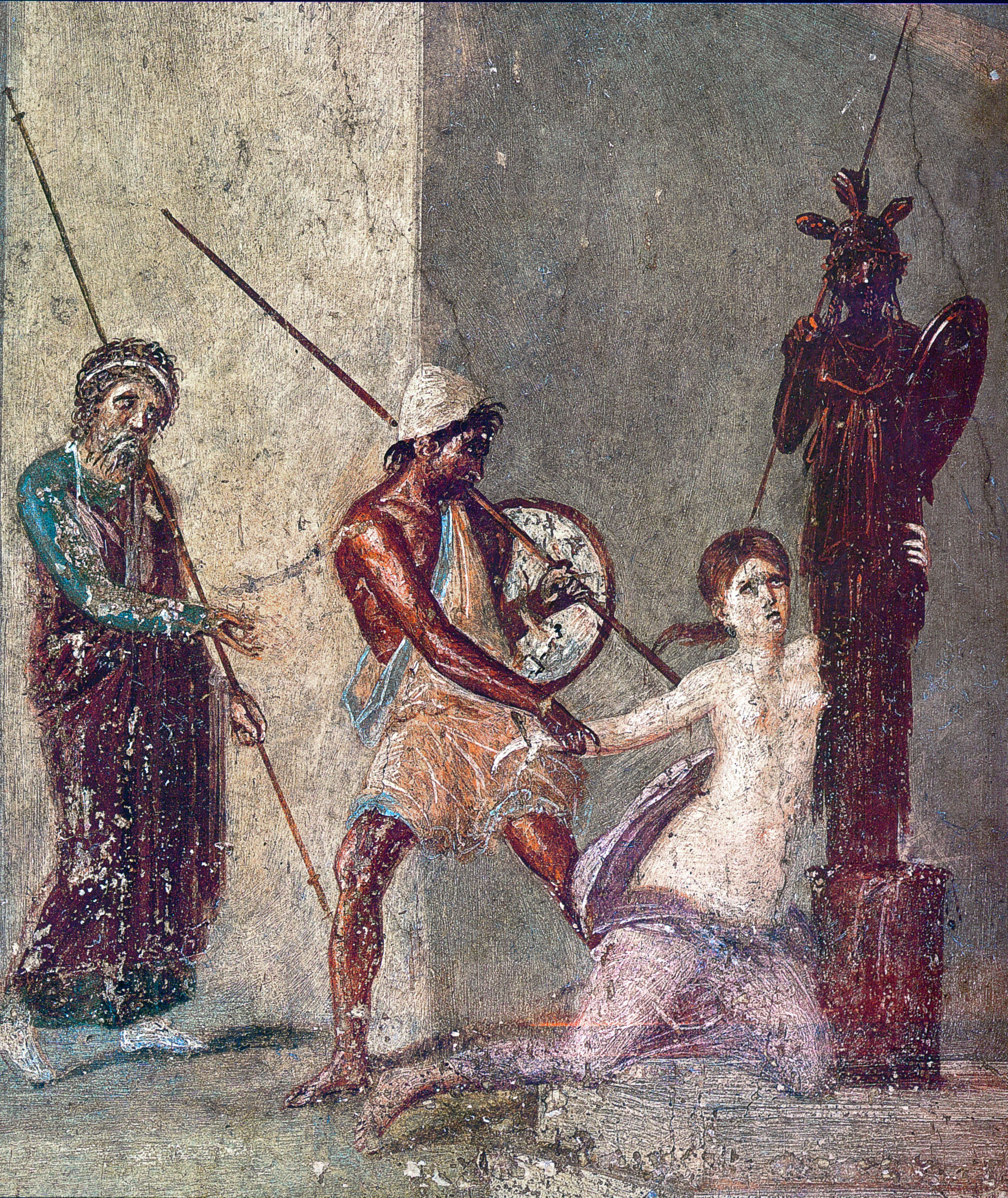
Ajax el petit arrossega a Cassandra agafada al Pal·ladi. Detall d'un fresc romà de l'atri de la Casa del Menandre (I 10, 4) en Pompeia.

El Pal·ladi (en grec: Παλλάδιον; Palládion), en la mitologia grecoromana, era una estàtua arcaica de fusta que representava la deessa Atena i es conservava a Troia des dels temps de la seva fundació. Segons la tradició, Eneas va fugir fins a Roma amb el Pal·ladi, allà es conservava al temple de Vesta.

## Característiques
Hom deia que l'estàtua mesurava tres colzes d'altura, tenia els peus junts, una llança a la mà dreta i una filosa amb un fus a l'esquerra. Era una estàtua divina dotada de propietats màgiques i representava una figura dreta, amb la rigidesa d'un xóanon (ídol de fusta de l'època arcaica).

## El Pal·ladi a Troia
Tot i que comunament es considerava que el Pal·ladi representava Atena, la tradició que recull Apol·lodor sobre el seu origen suposa que la va construir Atena en honor de Pal·las, filla de Tritó, amb qui s'havia criat i a qui havia donat mort involuntàriament mentre s'exercitaven en les arts bèl·liques. Les dues nenes s'exercitaven juntes, però un dia van discutir i en el moment que Pal·las anava a ferir Atena, Zeus va tenir por per la seva filla i va posar la seva ègida davant de Pal·las. La noia es va espantar i no va poder parar el cop d'Atena. Aquesta, desconsolada, va fer una estàtua que era la representació exacta de la seva companya i la va revestir amb l'ègida que l'havia espantada. La va col·locar prop de Zeus i li va retre honors divins.
Aquesta imatge, segons la llegenda, va estar a l'Olimp un temps, fins que un dia Zeus va intentar violar Electra i la noia es va refugiar vora l'estàtua, com per damanar la seva protecció. Zeus va fer caure l'estàtua des de dalt de l'Olimp, i el Pal·ladi va anar a caure al mateix lloc de la Tròada on en altre temps havia caigut Ate, al "turó de l'error". Va caure davant de la tenda d'Ilos, el mític fundador d'Ílion (Troia), quan aquest estava construint la ciutat. Aquest succés va ser interpretat com un indici de l'aprovació divina a la fundació, i en conseqüència, se li va construir un temple i es va rendir culte a la imatge pensant que mentre ella estigués a la ciutat aquesta seria inexpugnable. Posteriorment, en un incendi que va sofrir el temple, Ilos va aconseguir rescatar l'estàtua i va quedar cec, ja que no estava permès que la veiés cap home. Després d'aplacar a Atena, li va ser retornada la vista.
Existeixen altres versions sobre l'origen de l'estàtua divina. Es deia que Crisa, en casar-se amb Dàrdanos, havia aportat com a dot uns regals que havia rebut d'Atena: els Paladiones i altres símbols divins en els misteris dels quals havia estat instruïda. Algunes tradicions deien que el Pal·ladi era d'os, i que havia estat fet dels ossos de Pèlops, concretament de l'os de la seva espatlla. Paris l'hauria robat a Esparta quan va raptar Helena. Una altra llegenda més tardana deia que Tros, l'avantpassat de l'estirp troiana, havia rebut el Pal·ladi d'un bruixot anomenat Asi, i que en honor seu tot el continent havia rebut el nom d'Àsia.

### Versions sobre el seu destí

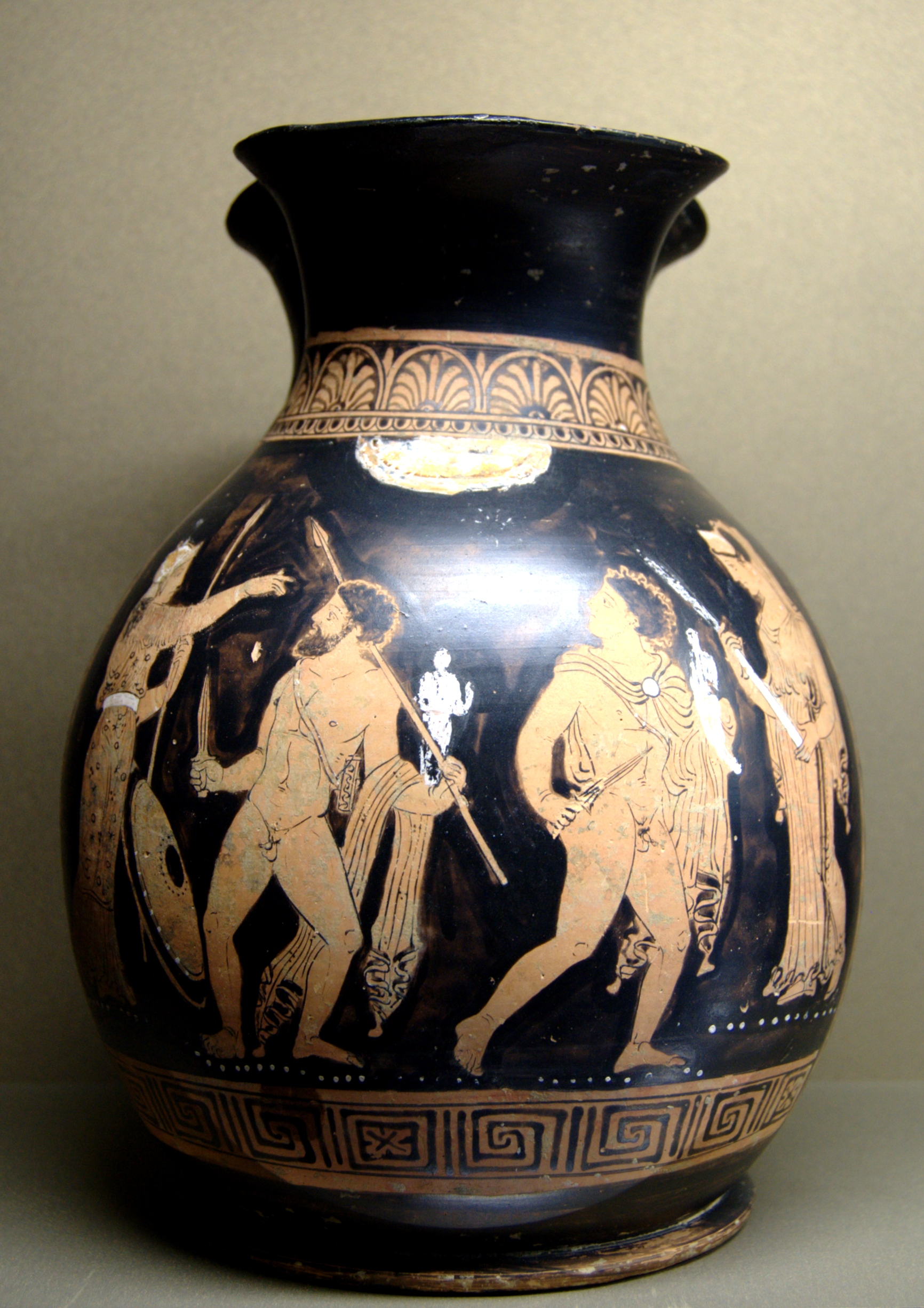
Odiseu i Diomedes robant el Pal·ladi. Ceràmica de figures vermelles 360-350 a. C. procedent de Reggio de Calàbria Museu del Louvre, París.

Durant la guerra de Troia, quan els aqueus es van assabentar per Helena que un requisit indispensable per conquerir la ciutat era aconseguir abans el Pal·ladi, van encarregar aquest efecte a Diomedes i a Odisseu, que van realitzar amb èxit la seva comesa. De vegades es considerava que Helena va ajudar a robar el Pal·ladi. Existia controvèrsia sobre si qui finalment ho va robar va ser Diomedes o Odisseu. Fins i tot circulava una versió segons la qual Odisseu va tractar de matar per l'esquena a Diomedes després del robatori per ser l'únic que portés el Pal·ladi als aqueus, però Diomedes va veure reflectit a través de la lluna la lluentor de l'espasa i, després de treure la seva espasa també, va obligar a Odisseu a caminar davant d'ell. Així s'explicava el proverbi la necessitat de Diomedes, que significava fer alguna cosa contra la seva voluntat. Altres versions asseguren que la va portar Agamèmnon a Argos; o Menelau a Esparta; o Demofont a Atenes, etc.
Una altra de les versions més esteses assegura que els troians van ocultar l'autèntic Pal·ladi en un lloc inaccessible i que Diomedes i Odisseu se'n va endur una còpia, mentre que la imatge original restà a Troia i va ser la portada després per Enees a Itàlia.
També existeix una versió en la qual el Pal·ladi apareix encara en el temple d'Atena durant el saqueig de Troia: va ser l'estàtua davant la qual va suplicar protecció l'endevina troiana Cassandra abans de ser arrossegada i violada per Àjax el Menor. Es deia que l'estàtua, horroritzada davant l'ultratge sofert per Cassandra, havia elevat els seus ulls cap al cel.
Pausànies recull altres tradicions sobre la destinació del Pal·ladi. Entre els tribunals de justícia d'Atenes hi havia l'anomenat tribunal del Pal·ladi, on tenien lloc els judicis pels quals havien comès assassinats involuntàriament.
El mateix Pausànies, no obstant això, es mostrava en desacord amb una creença que hi havia a Argos sobre que en aquesta ciutat es trobava el sepulcre de Deianira i el de Helen, fill de Príam, juntament amb la imatge d'Atena que va ser portada de Troia. Pausànies assenyala que és evident que el Pal·ladi va ser portat a Itàlia per Enees.
Una altra tradició esmentada per Plutarc era que un descendent de Diomedes anomenat Ergieu, amb la col·laboració de Temen i Lèagre, havia robat el Pal·ladi d'Argos. Després Lèagre va traslladar l'estàtua a Esparta, on va ser ben rebuda i col·locada en un temple dedicat a les Leucípides. En consultar amb l'oracle de Delfos, els espartans van rebre la resposta que un dels qui havia robat el Pal·ladi havia de ser el seu guardià i, per tant, al costat del temple de les filles de Leucip van construir un temple dedicat a Odisseu.

## El Pal·ladi a Roma
La tradició romana suposava com a veritable la llegenda que deia que Eneas havia fugit de Troia amb el Pal·ladi i l'havia portat a Itàlia. Es creia que aquesta estàtua sagrada es trobava custodiada en el temple de Vesta a Roma.
L'any 241 aC hi va haver un incendi al temple de Vesta. El pontífex màxim Luci Cecili Metel va entrar en el temple fins a la cel·la, l'accés a la qual estava prohibit fins i tot per a ell i va aconseguir salvar de les flames el Pal·ladi i altres objectes sagrats vinculats a la supervivència de Roma. Va quedar cec a conseqüència d'aquesta acció.
Existeix un petit cap mutilat d'Atenea Promacos a l'"Antiquarium Palatino" de Roma que va ser trobat al Palatí i que alguns autors identifiquen com la representació del Pal·ladi.